# Shoon Yamashita
Shō Yamashita (山下 翔央 Yamashita Shō?,  Ōta, Tokio, 20 de diciembre de 1988), mejor conocido bajo su nombre artístico de Shoon Yamashita, es un idol, cantante y actor japonés retirado. Yamashita es principalmente conocido por haber sido miembro del grupo Ya-Ya-yah entre 2001 y 2007. Estuvo afiliado con Johnny & Associates y posteriormente con Sky Corporation.

## Biografía

### 2001-07: Ya-Ya-yah
Yamashita nació el 20 de diciembre de 1988 en el barrio de Ōta, Tokio. Tiene un hermano cuatro años menor, Reon, quien también fue miembro de Johnny's Jr. pero nunca debutó en ningún grupo. El 21 de enero de 2001, a la edad de doce años, se unió a la agencia de talentos Johnny & Associates y fue colocado en el grupo junior Ya-Ya-yah más tarde ese mismo año. El grupo debutó el 15 de mayo de 2002 con un cover del sencillo Yūki 100%/Sekai ga Hitotsu ni Narumade, el cual fue usado como tema principal para la serie de anime Ninja Boy Rantaro. Dentro del grupo, Yamashita rara vez obtuvo partes importantes para cantar; sin embargo, generalmente era el encargado de las secuencias de rap. En enero de 2006, debutó como actor apareciendo en la serie de drama Satomi Hakkenden.
Yamashita también formó parte de un sketch cómico junto a Takahisa Masuda (miembro de NEWS) llamado Honey & Darling, en el cual interpretaba a Darling, un asalariado que constantemente debe lidiar con la manía de su esposa Honey (Masuda), de medir su amor mediante preguntas, dejándole sin cenar si no lograba responderlas correctamente. El sketch era transmitido de forma regular en el programa de Ya-Ya-Yah.
En 2007, ingresó a la facultad de derecho de la Universidad de Chūō. El 24 de septiembre de 2007, se anunció que los miembros Kōta Yabu y Hikaru Yaotome abandonarían Ya-Ya-yah para unirse a Hey! Say! JUMP, siendo ahora Yamashita y Taiyō Ayukawa los únicos integrantes de dicho grupo. El 30 de noviembre de 2007, Ayukawa renunció y Ya-Ya-yah fue oficialmente disuelto. Tras la disolución del grupo, Yamashita comenzó a trabajar en solitario.

### 2010-15: Trabajos posteriores
En febrero de 2010, Yamashita abandonó Johnny & Associates y se retiró temporalmente del mundo del entretenimiento. Poco después, viajó a Taiwán para estudiar chino. El 17 de junio de 2010, Yamashita abrió un sitio y blog oficial. Dos días después participó en un maratón como miembro de Sky Corporation, sin embargo, el 30 de junio cerró todas sus cuentas oficiales, así como también su perfil en Sky Corporation. En 2011, se graduó de la Universidad de Chūō. El 6 de junio del mismo año reanudó sus actividades profesionales, está vez como miembro oficial de Sky Corporation. 
El 19 de agosto de 2011, Yamashita realizó un evento junto a su hermano llamado SHOON commu'presents NO LIMIT in Puroland en Sanrio Puroland, donde anunció su regreso y que de ahora en adelante trabajaría con su hermano. Desde el 14 de octubre, ambos hermanos aparecieron como anfitriones regulares en el show de variedades de TVK, ~Teen Age Garden~Kime! Shitsuji.
El 18 de enero de 2012, Yamashita formó junto a su hermano y Shintarō Mizuno el grupo "Cielbleu". El 24 de febrero, el trío lanzó su primer miniálbum homónimo, pero el grupo nunca gozó de mucha fama. Alrededor de abril de 2015, Yamashita abandonó Sky Corporation y no ha trabajado en otros proyectos desde entonces.

## Filmografía

### Televisión
- Satomi Hakkenden (2006, TBS)[14]
- Wakamono-tachi (2014, Fuji TV) como Yūhei Horikawa

### Show de variedades
- Hadaka no Shōnen (2002-07, TV Asahi)
- Ya-Ya-yah (2003-07, TV Tokyo)
- Bengoshi (2008, Fuji TV)
- ~Teen Age Garden~Kime! Shitsuji (2014, TV Kanagawa) como Anfitrión